# Яд-Натан
Яд-Натан (ивр. יַד נָתָן‎, дословно — «Мемориал Натана») — мошав на юге Израиля в области Хевель-Лахиш, недалеко от города Кирьят-Гат. Он входит в состав регионального совета Лахиш. В 2020 году его население составляло 666 человек.

## История
Мошав Яд-Натан был основан в 1953 году еврейскими репатриантами из венгерского молодежного движения «Ха-ноар ха-циони», пережившими Холокост. Он был назван в честь Отто Комоли (Натана Коэна), лидера сионистского движения в Венгрии.
Мошав был основан на земле селения Бейт-Афа, ставшего ареной тяжелых боев во время Войны за независимость. На востоке резиденции установлен памятник в память о жертвах, павших в тех боях. В поселке проживает смешанная религиозная, светская и традиционная община, насчитывающая около 140 семей.
Яд-Натан был первым мошавом, связанным с региональным советом Лахиш. В 1973 году к мошаву присоединились 24 семьи из Южной Америки. Большинство жителей зарабатывает на жизнь сельским хозяйством. Основными отраслями экономики являются выращивание роз на экспорт, фруктовые сады, овощеводство и птицеводство.

## Население
По данным Центрального статистического бюро Израиля, население на начало 2020 года составляло 666 человек.